# Cyrtocaryidae
Famille
Les Cyrtocaryidae sont une famille de Ciliés de la classe des Kinetofragminophora et de l’ordre des Apostomatida.

## Étymologie
Le nom de la famille vient du genre type Cyrtocaryum, dérivé du grec ancien κυρτός /  curtos, « courbé, bombé », et de κάρυο / karyo, « noix », sans doute en référence à la forme du trophonte adulte.

## Description
Cyrtocaryum halosydnoe est un « infusoire » astome dont la ciliature est homogène. Son macronucléus est réticulé. Libéré dans l'eau de mer, il ne s'enkyste pas et se multiplie à l'état libre, suivant un mode dit « palintomique ».
Le trophonte
Le C. halosydnse est sous la forme d'un trophonte dans les coecums du tube digestif de Halosydna gelatinosa (un ver polychète). Il est piriforme (en forme de poire) et mesure 90 à 120 μm de long sur 65 à 80 μm de large. Sa ciliature comporte plus de 60 cinéties bipolaires spiralées. On y observe un macronucléus réticulé et un micronucléus.
Le trophone se divise à l'intérieur même de l'intestin du ver hôte.
Les tomites
Les tomites sont de très petits protozoaires (anciennement nommés infusoires) mesurant 20 X 16 μm, de forme dissymétrique, munis d'une gouttière antérieure qui correspondant au champ buccal, dont la ciliature se limite à quelques granules. Sur la partie postérieure émerge une « soie caudale ».
La multiplication « palintomique »
Les trophontes nagent librement dans l'eau ou s'immobilisent mais sans s'enkyster. Ils sont l'objet d'une « multiplication palintomique » qui conduit à la formation de chaines de 8 à 16 individus sub-sphériques. Ces divisions successives font diminuer la taille de chaque trophonte, et dès qu'elle est inférieure à 40 μm, se forme 5 à 6 cinésies (rangéess de cils) dont l'ensemble forme un « champ buccal ». 

## Liste des genres
Selon GBIF (27 avril 2023) :
- Cyrtocaryum  Fauré-Fremiet & Mugard, 1949
  - Espèce type : Cyrtocaryum halosydnae Fauré-Fremiet & Mugard, 1949[1]
- Spirobuetschliella Hovasse, 1950

## Systématique
Le nom valide de ce taxon est Cyrtocaryidae Corliss, 1979.